# ژرژ لاکومب (کارگردان)
ژرژ لاکومب (فرانسوی: Georges Lacombe‎؛ ۱۹ اوت ۱۹۰۲ – ۱۴ آوریل ۱۹۹۰) کارگردان فیلم اهل فرانسه بود.
از فیلم‌ها یا مجموعه‌های تلویزیونی که وی در آن‌ها نقش داشته‌است، می‌توان به هفت گناه کبیره اشاره نمود.